# Lāt Leyl
Lāt Leyl (persiska: لات لیل) är en ort i Iran.   Den ligger i provinsen Gilan, i den norra delen av landet, 190 km nordväst om huvudstaden Teheran. Lāt Leyl ligger 91 meter över havet och antalet invånare är 872.
Terrängen runt Lāt Leyl är varierad.Runt Lāt Leyl är det ganska tätbefolkat, med 134 invånare per kvadratkilometer. Närmaste större samhälle är Lāhījān, 18,3 km nordväst om Lāt Leyl. I omgivningarna runt Lāt Leyl växer i huvudsak blandskog.